# Festival du cinéma américain de Deauville 2013
Le Festival du cinéma américain de Deauville 2013, la 39e édition du festival, et s'est déroulé du 30 août au 8 septembre 2013.
Le jury est présidé par l'acteur Vincent Lindon. Le festival est ouvert avec le téléfilm Ma vie avec Liberace et clôturé par Le Transperceneige. Le film Night Moves de Kelly Reichardt remporte le Grand prix, la récompense suprême du festival.

## Jurys

### Sélection officielle
- Vincent Lindon (président du jury), acteur  France
- Lou Doillon, actrice et chanteuse  France
- Jean Echenoz, écrivain  France
- Hélène Fillières, actrice et réalisatrice  France
- Xavier Giannoli, réalisateur et scénariste  France
- Famke Janssen, actrice  Pays-Bas
- Pierre Lescure, producteur  France
- Bruno Nuytten, réalisateur et directeur de la photo  France
- Rebecca Zlotowski, réalisatrice et scénariste  France

### Révélation Cartier
- Valérie Donzelli (présidente du jury), actrice et réalisatrice  France
- Laurence Arné, actrice  France
- Vincent Lacoste, acteur  France
- Géraldine Maillet, réalisatrice et scénariste  France
- Woodkid, réalisateur et musicien  France

## Sélection

### En compétition
- A Single Shot de David M. Rosenthal
- Les Amants du Texas (Ain't Them Bodies Saints) de David Lowery
- All Is Lost de J. C. Chandor
- Blue Caprice de Alexandre Moors
- Blue Ruin de Jeremy Saulnier
- Défendu (Breathe In) de Drake Doremus
- Fruitvale Station de Ryan Coogler
- Lily de Matt Creed
- Night Moves de Kelly Reichardt
- States of Grace (Short Term 12) de Destin Cretton
- Stand Clear of the Closing Doors de Sam Fleischner
- Shérif Jackson (Sweetwater) de Logan Miller
- The Retrieval de Chris Eska
- We Are What We Are de Jim Mickle

### Premières
- Ma vie avec Liberace (Behind the Candelabra) de Steven Soderbergh
- Blue Jasmine de Woody Allen
- Joe de David Gordon Green
- Face à face (Killing Season) de Mark Steven Johnson
- Le Majordome (The Butler) de Lee Daniels
- Lovelace de Rob Epstein et Jeffrey Friedman
- Marfa Girl de Larry Clark
- No Pain No Gain (Pain & Gain) de Michael Bay
- Parkland de Peter Landesman
- Planes de Klay Hall
- Le Transperceneige (설국열차, Seolgungnyeolcha) de bong Joon-ho
- Sunlight Jr. de Laurie Collyer
- Suspect (The Frozen Ground) de Scott Walker
- Charlie Countryman (The Necessary Death of Charlie Countryman) de Fredrik Bond
- The Wait (en) de M. Blash
- Upstream Color de Shane Carruth
- Very Good Girls de Naomi Foner
- White House Down de Roland Emmerich
- Wrong Cops de Quentin Dupieux

### Les docs de l'Oncle Sam
- Dancing in Jaffa de Hilla Medalia
- Inequality For All de Jacob Kornbluth
- Our Nixon de Penny Lane
- Seduced And Abandoned de James Toback
- Twenty Feet from Stardom de Morgan Neville

### Hommages
- Cate Blanchett
- Nicolas Cage
- Larry Clark
- Gale Anne Hurd
- Danny Kaye
- John Travolta

### Hommage "Deauville Legend"
- La Vie secrète de Walter Mitty de Norman Z. McLeod
- Sur la Riviera de Walter Lang
- Noël blanc de Michael Curtiz

### Carte blanche
- Justice présente Blade Runner, Piège de cristal (Die Hard), Un après-midi de chien (Dog Day Afternoon), L'Évadé d'Alcatraz (Escape from Alcatraz), Eyes Wide Shut, La Folle Journée de Ferris Bueller (Ferris Bueller's Day Off), Happinness, Le Fugitif (The Fugitive), Be Bad ! (Youth in Revolt)

### Deauville, saison 3
- Bates Motel
- La Malédiction d'Edgar (The Curse of Edgar)
- Once Upon a Time
- The Following

## Palmarès
- Grand prix : Night Moves de Kelly Reichardt
- Prix du jury (ex æquo) : All Is Lost de J. C. Chandor et Stand Clear of the Closing Doors de Sam Fleischner
- Prix de la critique internationale : The Retrieval de Chris Eska
- Prix de la Révélation Cartier : Fruitvale Station de Ryan Coogler
- Prix du public : Fruitvale Station de Ryan Coogler
- Prix Michel-d'Ornano : Les Garçons et Guillaume, à table ! de Guillaume Gallienne